# Bình Định, Dương Tuyền
Bình Định (tiếng Trung: 平定县; bính âm: Píngdìng xiàn) là một huyện của địa cấp thị Dương Tuyền, tỉnh Sơn Tây, Trung Quốc. Huyện có Quốc lộ 207 chạy qua. Ngôn ngữ bản địa của huyện là tiếng Tấn.

### Trấn
| - Quan Sơn (冠山镇) - Dã Tây (冶西镇) - Tỏa Hoàng (锁簧镇) - Trường Trang (张庄镇) | - Đông Hồi (东回镇) - Bá Tĩnh (柏井镇) - Cương Tử Quan (娘子关镇) - Cự Thành (巨城镇) |

### Hương
- Thạch Môn Khẩu (石门口乡)
- Xa Khẩu (岔口乡)